# NGC 5705
NGC 5705 (również PGC 52395 lub UGC 9447) – galaktyka spiralna z poprzeczką (SBcd), znajdująca się w gwiazdozbiorze Panny. Odkrył ją Édouard Jean-Marie Stephan 17 maja 1884 roku. Jest to galaktyka o niskiej jasności powierzchniowej.